# استلک پایین
استلک پایین یا اصطلک پایین یا کشفیا یا محله دکتر کشفیان یکی از محله‌های شهر لواسان در استان تهران است. ذکر این محله در کتاب فرهنگ آبادیهای کشور (صفحه ۲۰) آمده است و کنار بلوار امام خمینی شهر لواسان و در ابتدای کمربندی شهید رجایی شهر لواسان قرار دارد.

## ریشه و معنای نام (وجه تسمیه)
اصطلک نامی آشنا در مناطق تات‌زبان است. نامی که در شمیرانات (سوهانک و لواسانات)، قزوین و دماوند بر بسیاری از محله‌ها، روستاها و مناطق نهاده شده است و ریشهٔ آن را باید در زبان تاتی جست‌وجو کرد.